# 生物防治

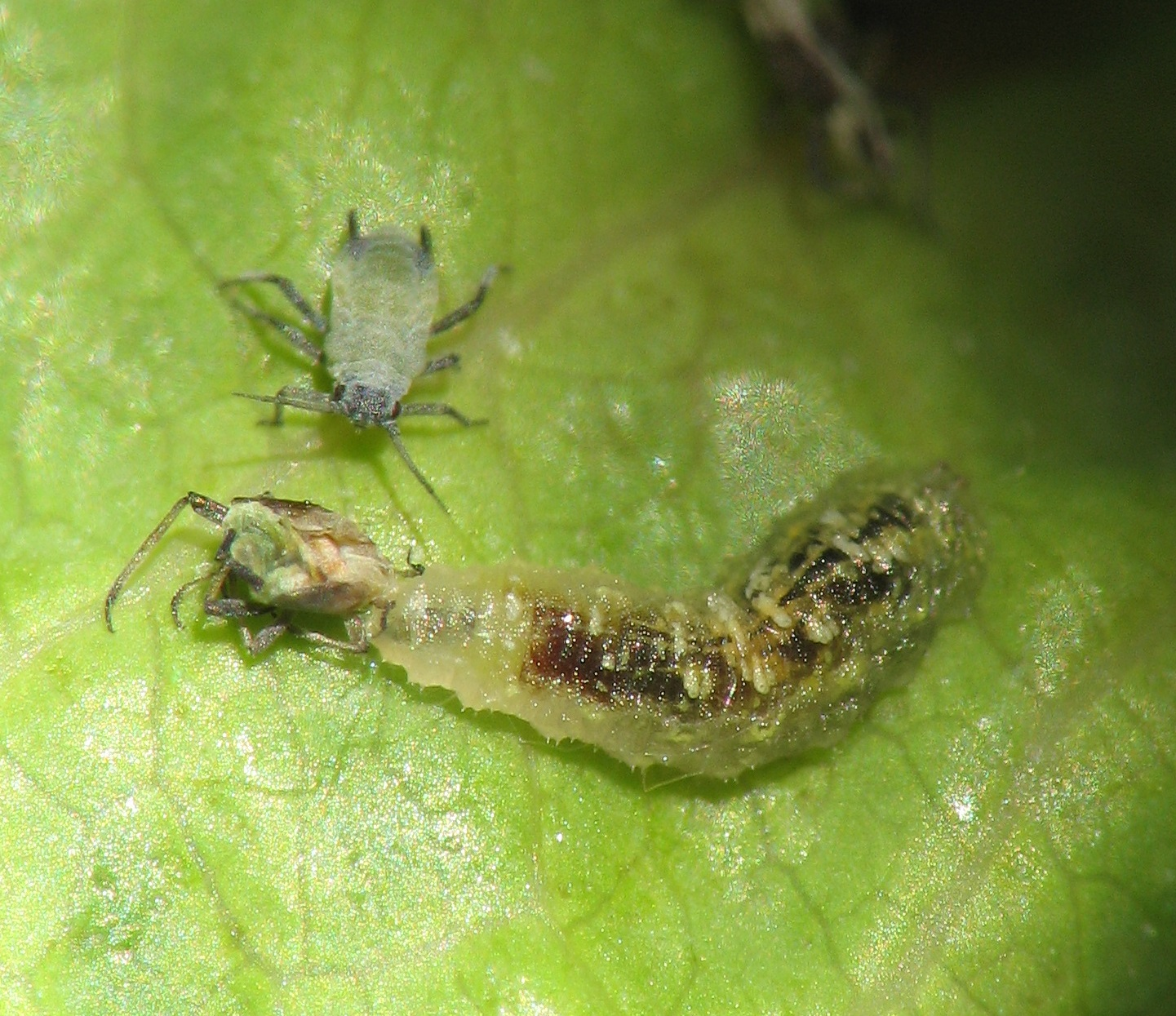
食蚜蝇幼虫（下） 正在吃蚜虫（上）。这是一种天然的生物控制。

生物防治（Biological control）或生物害虫防治（Biological pest control）是病虫害防治的一种方法，使用生物缓解昆虫、螨虫、野草和病态植物对人类农作物、环境等造成的破坏。这种方法依靠的是捕食、寄生、食草动物的进食等自然机制，但一般需要人类主动进行管理控制。